# 桂木まやのシャバダバサタデー
桂木まやのシャバダバサタデー（かつらぎまやのシャバダバサタデー）は、RKKラジオで毎週土曜日午前に放送されていたラジオ番組。

## 概要・番組内容
「土曜の朝は、ゆっくりまったり」と銘打ち、イベント、音楽、映画等様々な情報やリスナーからのリクエストやメッセージを交えつつの約4時間のワイド番組。
尚、桂木は直前の2003年3月28日迄、同局の平日昼の生番組「桂木まやのハイ!ホー!お昼です」を担当していた。
2020年9月5日放送の7時台冒頭で、桂木から同月いっぱいでの放送終了が発表され、同月26日放送を以て17年半の歴史に幕を閉じた。
尚、桂木がパーソナリティーを務める後継番組は2020年10月1日に放送開始され毎週木曜22:00-22:30に放送される、映画に関する情報や音楽を紹介する「桂木まやの映画大好き!」となったが、こちらも2021年3月25日をもって終了した。

## 出演者

### パーソナリティ
- 桂木まや

### リポーター
2004年4月改編以降に｢ミミー号」（ラジオカー）からのリポートを担当していたリポーターは、風戸・鬼塚を除き基本的に｢ミミーキャスター」OGの女性リポーター。
- 柴田香（番組開始当初 - 2008年?）[8][9]
- 川口美帆（番組開始当初 - 2007年頃?）[8]
- 平野裕子（2007年 - 2009年?、2020年1月以降不定期担当として復帰。最終回のインフォマーシャルも担当した[10]）
- 加納麻衣（2010年4月 - 2012年3月）
- 宮川理佳（2012年4月 - 2017年4月1日迄「シャバダバホッと情報」担当、2019年以降不定期担当として復帰）
  - 桂木からは『みやモン』と呼称されていた。
- 常盤よしこ（2012年4月 - 2018年3月、2016年2月27日の宮川の代理等[11]不定期担当。基本的にはリポートが重なった際に登板[12]）
- 風戸南陽子[13]（2017年4月 - 、末期は不定期出演）
- 鬼塚えりこ （2013年 - 2015年3月にかけ｢くまもと子育てトーク」を担当していた。2018年頃から不定期でリポートを担当）

等
尚、番組開始当初は土曜日もミミーキャスターが勤務していた為、ミミー号からのリポート（主にインフォマーシャル）はミミーキャスターが担当していた（レギュラーでは2004年3月迄）。2013年頃を境に、現役ミミーキャスターの出演はなかった。

### その他
- 立迫なぎさ - 「おれんじホットライン」担当（2004年? - 2014年3月）
- 安藤黒竜 - 「シャバダバ肥後狂句」選者。基本的に偶数週（第2・4週）出演（2009年4月 - 最終回）

## 放送時間
開始当初は原則奇数週が7:40 - 11:59、原則偶数週が7:40 - 11:25（2005年より11:30終了）。のちに7:50開始となる。
2007年4月改編から2008年頃までは、後番組の都合上全ての週で11:30終了となっていた。
2009年1月期改編時点での放送時間は、7:50 - 11:59。
2013年4月から、再び後番組の都合上全ての週で7:50-11:30の放送となり、2016年度のみ7:55 - 11:35の放送となる。
2017年度からは7:30開始となり、最終的には放送時間は7:30 - 11:45とされた。
尚、1月2日・3日が土曜日に当たる場合は「東京箱根間往復大学駅伝競走」中継（文化放送制作）の為8:59迄の短縮放送となっていた。

## タイムテーブル

### 2020年9月（終了）時点

#### 7時台
- 7:30 オープニング・天気予報・エンジェル開運占い
- 7:45頃 - シャバダバ・ジュークボックス
- 7:55 熊日ニュース

#### 8時台
- 8:00 日本全国8時です（TBSラジオ発）
- 8:15 交通情報
- 8:17頃 - シャバダバ情報局
- 8:40 交通情報

#### 9時台
- 9:00 熊日ニュース
- 9:05 これからの天気
- 9:15 クイズムーンリバース[21]
- 9:20頃 お悩み相談室
- 9:35頃 シャバダバショッピング
- 9:45頃 
  - (奇数週) 映画な気分[22]
  - (偶数週) お歌詞をご一緒に[23]

#### 10時台
- 10:00 熊日ニュース
  - 偶数週の10:05 シャバダバ肥後狂句[25]
- 10:38頃 クマモト・ウーマン
- 10:43頃 クイズムーンリバース・リピート編
- 10:45 シルクのべっぴん塾（MBSラジオ発）[26]

#### 11時台
- 11:00
- 11:35頃 クイズムーンリバースの答え合わせ・エンディング

### 2012年4月改編時

#### 7時台
- 7:50 オープニング・天気予報

#### 8時台
- 8:00 話題のアンテナ 日本全国8時です（TBSラジオ発）
- 8:15 熊日ニュース
- 8:20 交通情報
- 8:22頃 - シャバダバ情報局
- 8:50 交通情報

#### 9時台
- 9:00 熊日ニュース
- 9:05 これからの天気[27]
- 9:15 クイズムーンリバース[21]
- 9:20頃 シャバダバホッと情報[28]
- 9:30頃 シャバダバショッピング
- 9:40  こんにちは赤ちゃん[29]

#### 10時台
- 10:00 熊日拾い読み
- 10:20頃 くまもと子育てトーク
- 10:30頃 ジャパネットたかたラジオショッピング
- 10:40頃 クマモト・ウーマン
- 10:53頃 クイズムーンリバース・リピート編

#### 11時台
- 11:00 熊日ニュース
- 11:05 おれんじホットライン[30]
- 11:15 バイクの光お買得情報[31]
  - 偶数週の11:30頃 シャバダバ肥後狂句[25]
- 11:50頃 クイズムーンリバースの答え合わせ・エンディング

### 2007年9月頃[32]

#### 7時台
- 7:40 オープニング
- 7:52 交通情報

#### 8時台
- 8:00 話題のアンテナ 日本全国8時です（TBSラジオ発）
- 8:15 熊日ニュース
- 8:20 交通情報
- 8:30頃 熊本城は400歳！お城川柳
- 8:35頃  まやのボンジュール新生活
- 8:50 交通情報

#### 9時台
- 9:00 熊日ニュース
- 9:05 これからの天気[27]
- 9:15 クイズムーンリバース[21]
- 9:22頃 ミミー情報スケッチ
- 9:45  高杢禎彦のいきいき健康トーク（自社発ネット番組）

#### 10時台
- 10:00 熊日ニュース
  - 第1・3週の10:20頃 ハロー水の駅
- 10:30 ラジオショッピング
- 10:45 裕ファームのケッコーな卵情報

#### 11時台
- 11:00 熊日ニュース
- 11:05 おれんじホットライン[30]
- 11:15 気分は最高！東バイパス
- 11:25頃 クイズムーンリバースの答え合わせ・エンディング

## テーマ曲およびBGM
- オープニング

トリオ・エスペランサ 「ワタシ」
- 交通情報

T-SQUARE「BANANA」
（THE SQUARE時代のアルバム「Rockoon」収録のバージョン）
- ムーンリバース

歌唱者不明「ムーン・リバー」
- シャバダバショッピング

カシオペア「サニーサイド・フィーリン」
（アルバム「CROSS POINT」より）

## エピソード
- 番組開始当初、桂木の早口気味のトークのせいもあり、一部のリスナーから「桂木まや」ではなく、当時活動をセーブしつつあった、女優の「桂木文」（あや）の担当番組であると勘違いされていた模様[要出典]。
- 17年半（イベント特番時含め[33]）ほぼ休止なく放送していた。2015年5月、桂木は不慮の事故で重傷を負った[34]が、その直後放送の当番組においても休演はしていない[35]。但し、少なくとも2010年以前、桂木が休演し塚原まきこが代打出演することもあった[独自研究?]という。
- 先述のように箱根駅伝中継の関係で大幅短縮放送とされた2015年1月3日には、ほぼ全編をRKK近隣の山崎菅原神社[36]からの中継とした[37]。
- 番組ブログでは度々、桂木の趣味でもある競馬に関する話題がみられたが、桂木曰く「競馬の話になると話をしすぎて（ディレクターの増子に）止められる」とのことで、本編ではあまり言及しないようにしていたという[独自研究?]。
- 桂木は番組の中で当項について言及したこともある。